# Henri Pichette
Henri Pichette (Châteauroux, Indre, 26 de enero de 1924-París, 30 de octubre de 2000) fue un escritor, antipoeta y dramaturgo francés.

## Biografía
Hijo de un padre originario de Quebec y de una madre de Nîmes, tuvo una infancia más bien movida por los constantes viajes. Escribió sus primeros poemas en  1943, fue corresponsal de guerra durante la campaña en el Rin y en el Danubio, y comenzó sus Apoèmes en 1945.
Participó en la liberación de Marsella en 1944. Conoció a Paul Éluard, Antonin Artaud y a Max-Pol Fouchet, quienes lo alentaron a publicar sus poemas. En 1947, Gérard Philipe y Maria Casarès llevaron al teatro su pieza Les Épiphanies, con música de Maurice Roche, en el Théâtre des noctambules, y más tarde en el cine Reflet Médicis.
Henri Pichette contribuyó en varias revistas y periódicos: Les Lettres françaises, el periódico Mercure de France, y la revista Esprit.

## Obras
- Xylophonie (con Antonin Artaud), 1946
- Apoèmes, Gallimard, 1947
- Les Épiphanies, Gallimard, 1948
- Rond-Point, regular de Joyce au participe futur y de Pages pour Chaplin, Mercure de France, 1950
- Lettres Arc-en-Ciel, Lettre rouge, con la respuesta de Max-Pol Fouchet, Lettre orangée con André Breton, L’Arche, 1950
- Le Point vélique, Mercure de France, 1950
- Nucléa, L’Arche, 1952
- Les Revendications, Mercure de France, 1958
- Odes à chacun, Gallimard, 1961
- Tombeau de Gérard Philipe, Gallimard, 1961
- Dents de lait, dents de loup, Gallimard 1962
- Épiphanies, edición definitiva, Poesía/Gallimard, 1969
- Poèmes offerts, Granit, 1982; Gallimard, 2009
- Cuadernos Henri Pichette 1: Défense et illustration, Granit, 1991
- Cuadernos Henri Pichette 2: Les enfances, Granit 1995
- Apoèmes, regular de Lambeaux d’un manuscrit d’amour et de Fragments du "Sélénite", Poesía/Gallimard, 1995
- Cuadernos Henri Pichette 3: con Les Épiphanies, La Rubeline, 1997
- Dents de lait, dents de loup, edición de novela de 2005
- Les Ditelis du rouge-gorge, Gallimard, 2005